# Шуи (река)
Шуи (исп. arroyo Chuy, порт. arroio Chuí) — небольшая река в Южной Америке. Длина — 45 км
Берёт начало на крайнем юге Бразилии в штате Риу-Гранди-ду-Сул возле Санта-Витория-ду-Пальмар. Течет в направлении с севера на юг до города Шуи и дальше становится естественной границей между Бразилией и Уругваем, впадает в Атлантический океан.
Название реки происходит от слова на языке тупи-гуарани, которое переводится как птица.

## Галерея

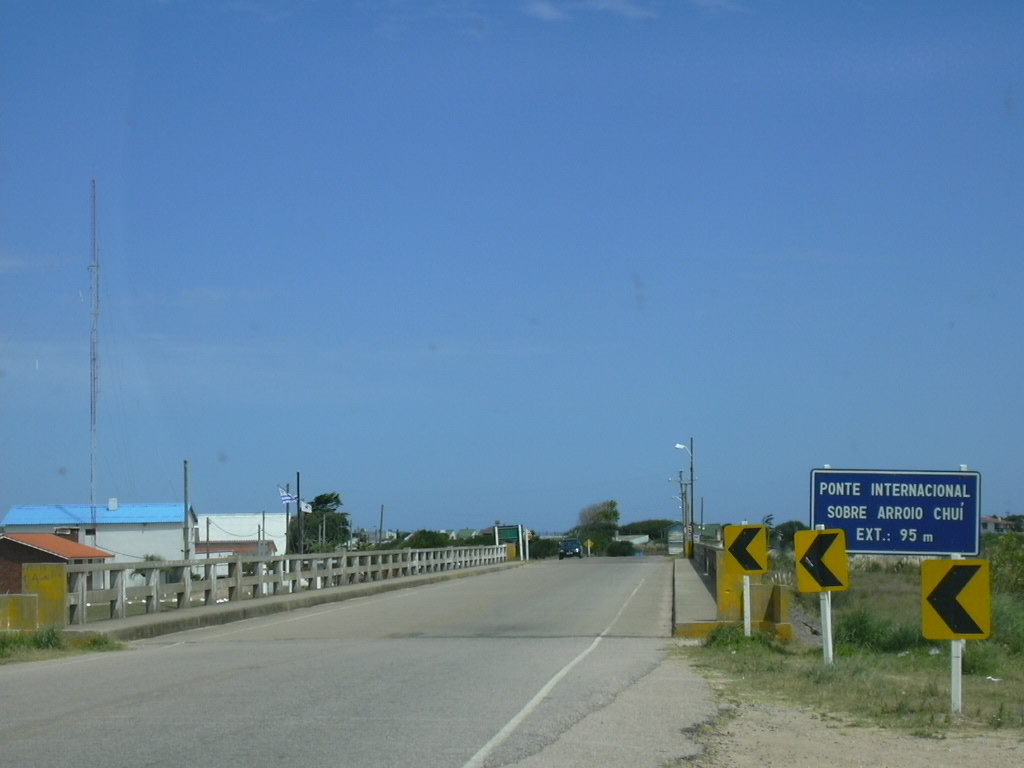
Мост через реку Чуй на бразильско-уругвайской границе
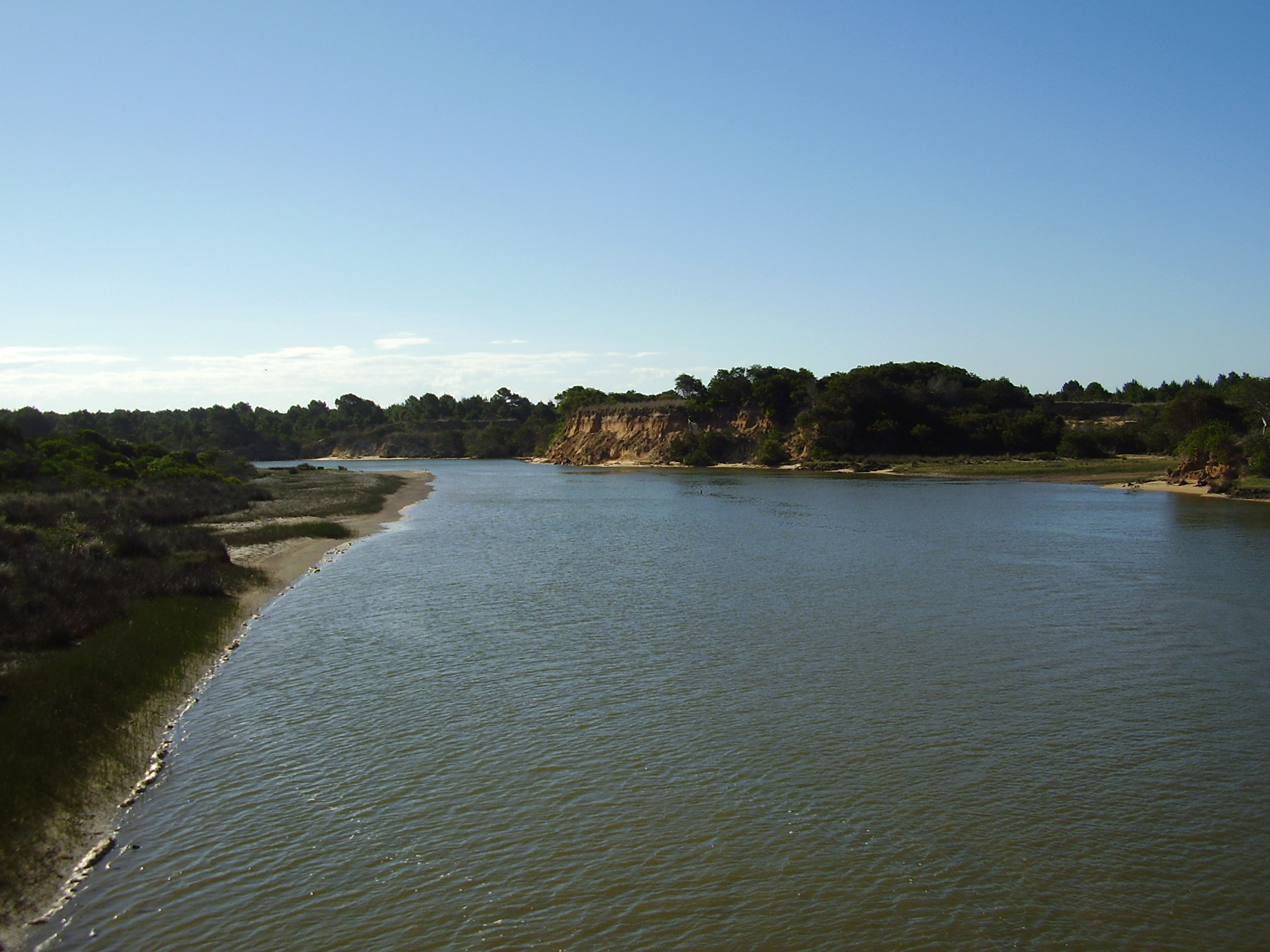
Река Чуй
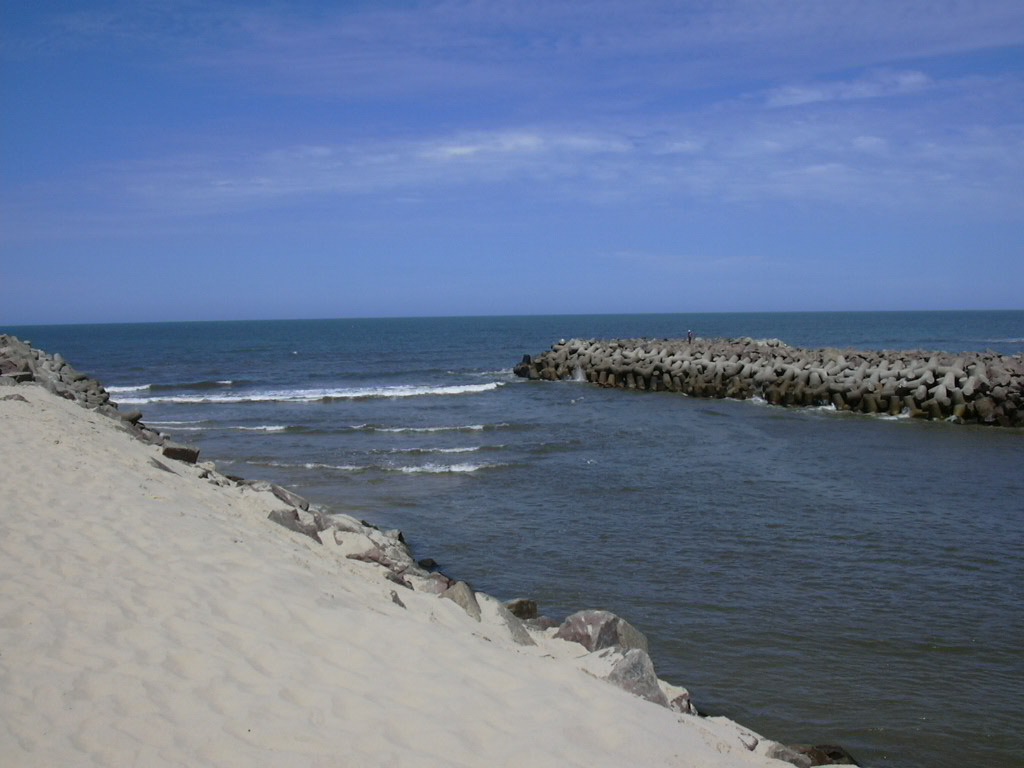
Река Чуй при впадении в Атлантический океан